# 金德拉蒂夫卡 (蘇梅區)
51°8′40″N 34°45′58″E / 51.14444°N 34.76611°E
金德拉蒂夫卡（烏克蘭語：Кіндратівка）是位於烏克蘭東北部的村莊，由蘇梅州蘇梅區的霍廷市鎮負責管轄。該村距離安德里伊夫卡和康斯坦丁尼夫卡2.5公里，海拔高度190米，2001年人口862。2025年人口6。